# William Rowan Hamilton
William Rowan Hamilton, född 4 augusti 1805 i Dublin, död 2 september 1865 i Dublin, var en irländsk astronom och matematiker.
Hamilton var ett underbarn i både matematik och språk. Redan vid fem års ålder hade han kunskaper i latin, grekiska och hebreiska. Han lärde sig senare franska, italienska, arabiska, persiska, sanskrit, marathi, malajiska och hindustani. Vid fjorton års ålder hittade han ett fel i Laplaces bok Mécanique céleste. År 1827, vid 22 års ålder, blev han föreståndare för Dunsinkobservatoriet, professor i astronomi vid Trinity College i Dublin och Royal Astronomer of Ireland. Hamilton tilldelades Cunninghammedaljen 1834 och 1848.
Hamilton letade efter sätt att utvidga de komplexa talen i fler dimensioner. Han hade insett att detta inte var möjligt för tre dimensioner, men däremot för fyra. 16 oktober 1843 var Hamilton enligt egen utsago ute på en promenad med sin fru längs Royal Canal i centrala Dublin. När de gick över Broom Bridge kom han plötsligt på ekvationen {\displaystyle i^{2}=j^{2}=k^{2}=ijk=-1}, som han omedelbart ristade in i bron för att inte glömma bort den. Detta var upptäckten av den nya hyperkomplexa talmängden kvaternioner. Hamilton upptäckte på teoretisk väg ljusets koniska refraktion i tvåaxlade kristaller. Av mycket stor betydelse för mekaniken är den av Hamilton formulerade Hamiltons princip, som sammanfattar mekanikens lagar i en formel.